# Bapur, Manvi
Bapur là một làng thuộc tehsil Manvi, huyện Raichur, bang Karnataka, Ấn Độ.